# Paysite
Eine Paysite oder pay site (englisch für bezahlter Ort) ist eine Webpräsenz, deren Inhalt nur gegen Entgelt zugänglich ist. 
Selten sind kostenpflichtige Websites, die gar keine frei zugänglichen Inhalte anbieten, häufiger sind Webpräsenz mit Mischformen aus kostenfreien und Bezahlinhalten zu finden. Die Hürde, die den Zugriff auf kostenpflichtige Inhalte ohne Bezahlung verhindert, wird als Paywall bezeichnet.
Paysites finden sich für eine Vielzahl redaktioneller Angebote. Sie haben ihre Anfänge in pornografischen Internetangeboten, sind aber inzwischen in praktisch allen Themenbereichen zu finden: Beispielsweise bei journalistischen Angeboten, Singlebörsen, Testanbietern, Online-Kursen oder Streaming-Diensten.
Vorreiter für Bezahlinhalte im deutschsprachigen Internet ist die Stiftung Warentest mit ihrer Online-Plattform test.de, die bereits 2001 damit begann, ihre zuvor nur in Heftform veröffentlichten Produkttests auch im Internet zu verkaufen.